# Cursolo-Orasso
Cursolo-Orasso – miejscowość i gmina we Włoszech, w regionie Piemont, w prowincji Cusio Ossola.
Według danych na rok 2004 gminę zamieszkiwało 119 osób, 6 os./km².